# Площадь Пушкина (Торжок)
Площадь Пу́шкина — площадь в историческом центре Торжка. От площади начинаются улицы Гражданская, Бакунина, Кузечная, Торговые Ряды. К ней примыкают площади 9 Января и Ананьина.

## История
Историческое название площади — Хлебная. Такое название обусловлено торговлей хлебом. Эта площадь была меньше нынешней, занимала северную часть ближе к торговым рядам. Существовало также наименование Егорьевская Хлебная площадь, в которое входило название Георгиевской (Егорьевской) церкви либо расположение у Георгиевской улицы (ныне Гражданская). Хлеб был главным товаром купцов Торжка. Торговля хлебом велась на площади по воскресеньям, вторникам и четвергам. Площадь была застроена деревянными амбарами.
Южнее Хлебной площади находились три переулка, которые были ликвидированы в конце 1960-х гг. при перепланировке местности: Знаменский (с марта 1919 года — Народный), Георгиевский (с марта 1919 — Гражданский) и Кузнечный, называвшиеся по соответствующим улицам (Знаменская — ныне Бакунина, Георгиевская — Гражданская). При перепланировке была построена новая дорога на Осташков, новые мосты через Тверцу и ручей Здоровец с подъездами к ним. Расширенная площадь, частично разместившаяся на месте снесённых переулков, в 1973 году получила имя А. С. Пушкина, в том же году на ней открыт и памятник Пушкину авторства скульптора И. М. Рукавишникова.